# Eleanor Tomlinson
Eleanor May Tomlinson (Londen, 19 mei 1992) is een Engels actrice en model, bekend van onder meer haar rol van prinses Isabelle in de film Jack the Giant Slayer uit 2013, als Lady Isabel Neville in de televisieserie The White Queen en als Demelza Poldark in Poldark.

## Leven en carrière
Tomlinson werd geboren in Londen. Op jonge leeftijd verhuisde ze met haar familie naar Beverley, East Riding of Yorkshire, en zat daar op Beverley High School. Ze is de dochter van zangeres Judith Hibbert en acteur Malcolm Tomlinson. Haar broer Ross Tomlinson is ook acteur.
Tomlinson verscheen in de film The Illusionist als de jonge Sophie. In de tienerfilm Angus, Thongs and Perfect Snogging speelde ze Jas. In de internationale productie Hepzibah - Sie holt dich im Schlaf van de Duitse commerciële zender ProSieben was ze Kirsten en acteerde ze naast David Bamber, onder de regie van Robert Sigl. Ze speelde in 2009 Eve, een alien, in The Mad Woman in the Attic, afleveringen drie en vier van het derde seizoen van The Sarah Jane Adventures en vertolkte Fiona Chataway in de film Alice in Wonderland uit 2010. In 2013 speelde ze Xenya in de film Educazione Siberiana van Gabriele Salvatores, en na een lange zoektocht werd ze geselecteerd voor de rol van prinses Isabelle in de film Jack the Giant Slayer, geregisseerd door Bryan Singer. Ze speelt ook in de BBC-serie The White Queen als Lady Isabel Neville en in de BBC-serie Poldark als Demelza.